# أولاد بن عثمان (أولاد اعزيز)
أولاد بن عثمان هو دُوَّار يقع بجماعة تافرانت، إقليم تاونات، جهة فاس مكناس في المملكة المغربية. ينتمي الدوّار لمشيخة أولاد اعزيز التي تضم 8 دواوير. يقدر عدد سكانه بـ 234 نسمة حسب الإحصاء الرسمي للسكان والسكنى لسنة 2004.

## روابط خارجية
- البوابة الوطنية للجماعات الترابية
- المندوبية السامية للتخطيط